# Síndrome de Griscelli
El síndrome de Griscelli es una rara enfermedad genética de transmisión autosómica recesiva caracterizada por albinismo e inmunodeficiencia que suele causar la muerte en la infancia. Se conocen tres tipos diferentes del trastorno. El tipo 1 se asocia con graves problemas cerebrales junto con una decoloración del cabello y de la piel. El tipo 2 se asocia con deficiencias inmunológicas además de hipopigmentación del cabello y la piel. El tipo 3 sólo está asociado con hipopigmentación del cabello y la piel sin presentar problemas neurológicos o inmunológicos. 

## Epónimo
Lleva el nombre debido a Claude Griscelli profesor de pediatría en el Hospital Necker Enfants-Malades en París (Francia)

## Tipos
El síndrome de Griscelli es un defecto del transporte  de los melanosomas, y se puede clasificar en los siguientes tipos:
| OMIM   | Nombre                                                                 | Gen    |
| ------ | ---------------------------------------------------------------------- | ------ |
| 214450 | Síndrome de Griscelli tipo 1 (Síndrome de Elejalde)                    | MYO5A  |
| 607624 | Síndrome de Griscelli tipo 2 (Albinismo parcial con inmunodeficiencia) | RAB27A |
| 609227 | Síndrome de Griscelli tipo 3                                           | MLPH   |